# N44

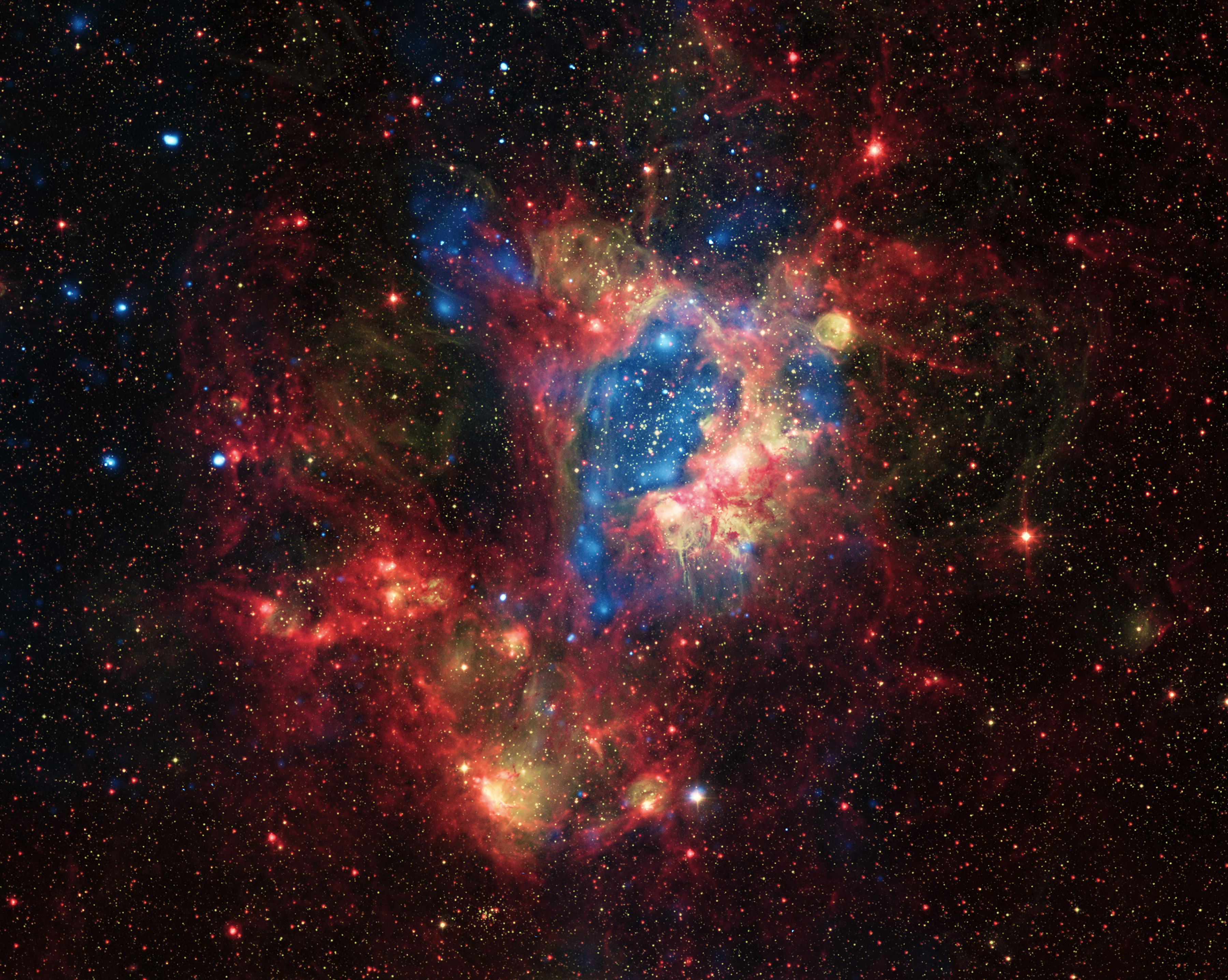
Bild som kombinerar vyer av N44 i synligt ljus med bilder i infrarött ljus och röntgenstrålning.

N44 är en emissionsnebulosa med superbubbelstruktur belägen  i Stora magellanska molnet och en satellitgalax till Vintergatan i stjärnbilden Svärdfisken. Ursprungligen katalogiserad i Karl Henizes "Catalogue of H-alpha emission stars and nebulae in the Magellanic Clouds" från 1956, är den ca 1 000 ljusår bred och 160 000–170 000 ljusår borta. I N44 finns ett 250 ljusår stort hål.
Superbubbelstrukturen hos N44 i sig formas av strålningstrycket från en 40-stjärnig grupp belägen nära dess centrum. Stjärnorna är blåvita, mycket lysande och mycket kraftfulla. Bubbelstrukturen N44F har formats på ett liknande sätt. Den har en het, massiv central stjärna med en ovanligt kraftig stjärnvind som rör sig med 7 miljoner kilometer per timmen. Detta beror på att den förlorar material med 100 miljoner gånger solens hastighet, eller ca 1015 ton massa per år. Emellertid har varierande densitet i N44-nebulosan orsakat bildandet av flera stoftpelare som kan dölja stjärnbildning. Denna varierande densitet orsakas sannolikt av tidigare supernovor i närheten av N44. Många av de stjärnor som har format den kommer så småningom också att sluta som supernovor. De tidigare effekterna av supernovor bekräftas också av det faktum att N44 avger röntgenstrålning.
N44 klassificeras som en emissionsnebulosa eftersom den innehåller stora områden av joniserat väte. De tre starkaste emissionslinjerna i nebulosan är dock enkeljoniserade syreatomer, som emitterar vid en ultraviolett våglängd på 372,7 nm, dubbeljoniserade syreatomer, som emitterar vid en blågrön våglängd på 500,7 nm, och neutrala väteatomer, som emitterar väte-alfa-linjen vid en röd våglängd på 656,2 nm.

## Galleri

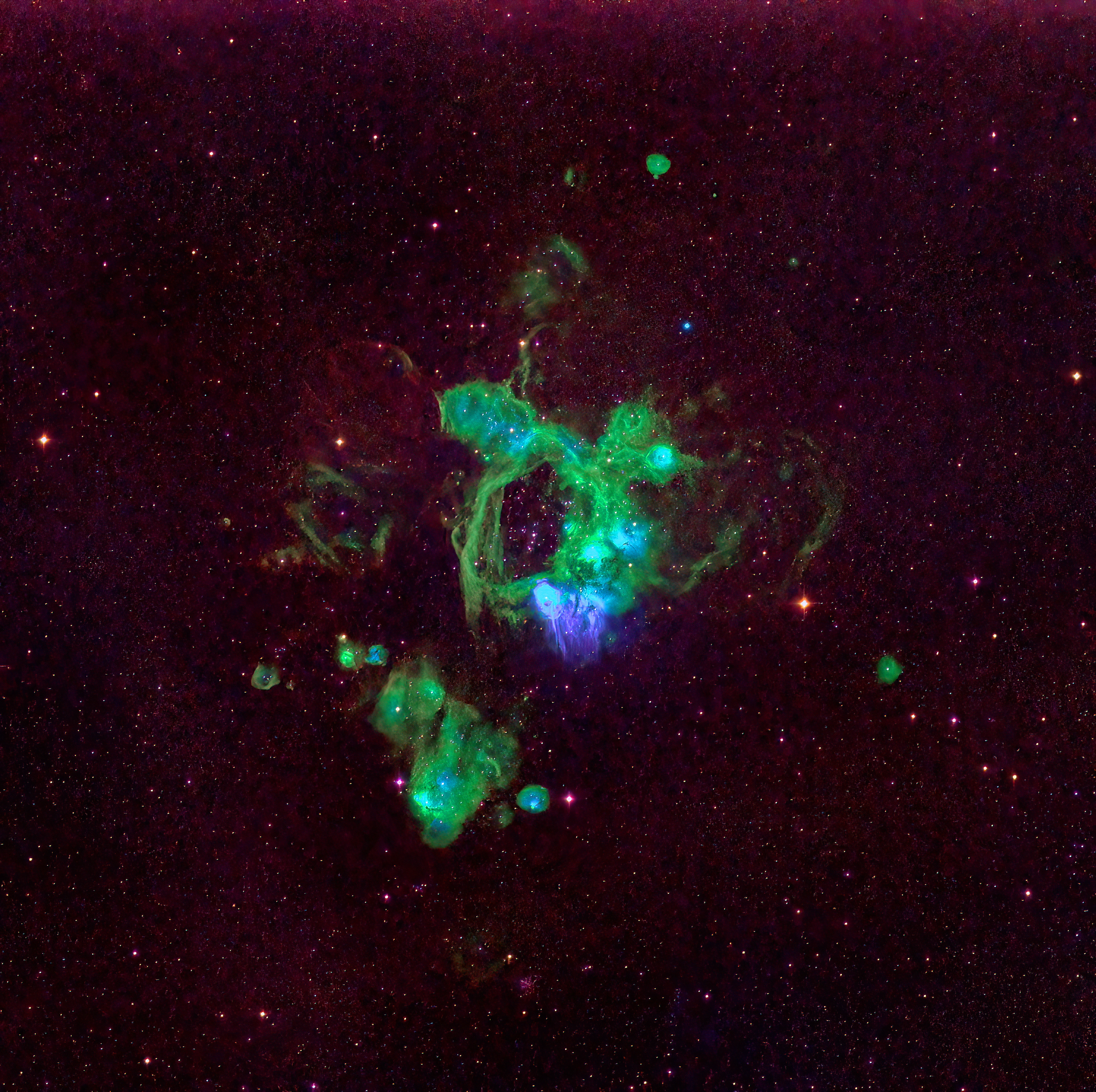
Amatörastronom Ha/OIII/SII-foto av N4